# Olu Famutimi
Olumuyiwa Famutimi, detto Olu (Toronto, 21 febbraio 1984), è un ex cestista canadese.

## Carriera
Con il Canada ha disputato i Campionati mondiali del 2010 e due edizioni dei Campionati americani (2007, 2009).

## Palmarès
- McDonald's All-American Game (2003)